# María Guerrero
María Ana de Jesús Guerrero Torija (Madrid, 17 d'abril de 1867 - 23 de gener de 1928) va ser una actriu espanyola.

## Biografia
Es va educar al Colegio de San Luis de los Franceses de Madrid, a partir de 1885, estudià art dramàtic sota l'actriu Teodora Lamadrid (hi ha un carrer a Barcelona amb el nom d'aquesta). Va debutar el 28 d'octubre de 1885 amb l'obra Sin familia, de Miguel Echegaray al Teatro de la Comedia de Madrid.
Des de 1890, ja com a primera actriu del Teatro Español, actuà amb obres clàssiques i de José Echegaray amb gran èxit. Amplià estudis a París amb l'actor i director Benoît-Constant Coquelin el 1891.
El 1895, coincidí sobre l'escenari amb l'actriu Sarah Bernhardt interpretant en francès L'Esfinx. El 10 de gener de 1895 es va casar amb l'actor i Gran d'Espanya, Fernando Díaz de Mendoza amb qui establí la seva pròpia companyia teatral. En aquesta companyia es van representar obres de: María Fernanda Ladrón de Guevara, Catalina Bárcena, María Cancio, Emilio Thuillier, Elena Salvador, Josefina Blanco, Emilio Mesejo, Felipe Carsi, Alfredo Cirera, Hortensia Gelabert, Pedro Codina, Luis Medrano, etc.
Rere el naixement dels seus fills (Luis Fernando, 5-3-1897 i Carlos Fernando, 4-9-1898), el 1899 inicià una gira per Amèrica del Sud i després altres gires a França, Bèlgica i Itàlia.
Al llarg de la seva carrera va estrenar obres de premis Nobel com Jacinto Benavente i José de Echegaray, així com de Benito Pérez Galdós, Eduardo Marquina, Valle-Inclán o dels Germans Álvarez Quintero.
Existeix a Madrid una sala de teatre que porta el seu nom: el Teatro María Guerrero, que fins a l'any 1931 es deia, Teatro de la Princesa. El María Guerrero és una seu del Centro Dramático Nacional.
Va impedir el casament del seu fill Luis Fernando amb l'actriu Carola Fernán Gómez, de qui va néixer Fernando Fernán Gómez, fill que mai va ésser reconegut. Posteriorment, Luis Fernando es va casar amb María Guerrero López, una neboda de l'actriu. Va morir a conseqüència d'una atac d'urèmia.
Està enterrada al Cementiri de l'Almudena de Madrid.

## Premis i reconeixements
- Filla Predilecta de Madrid (1922).
- Gran Cruz de Alfonso XII (1922)